# Колињи (Ен)
Колињи (фр. Coligny) насеље је и општина у источној Француској у региону Рона-Алпи, у департману Ен (Рона-Алпи) која припада префектури Бурж ан Брес.
По подацима из 2011. године у општини је живело 1160 становника, а густина насељености је износила 68,76 становника/km². Општина се простире на површини од 16,87 km². Налази се на средњој надморској висини од 293 m метара (максималној 575 m, а минималној 199 m).

## Демографија
| 1962. | 1968. | 1975. | 1982. | 1990. | 2011. |
| ----- | ----- | ----- | ----- | ----- | ----- |
| 1.083 | 1.111 | 1.077 | 1.132 | 1.117 | 1.160 |

График промене броја становника у току последњих година